# Élections législatives de 1978 dans la Haute-Loire
Les élections législatives françaises de 1978 se déroulent les 12 et 19 mars 1978. Dans le département de la Haute-Loire, deux députés sont à élire dans le cadre de deux circonscriptions.

## Élus
| Circonscription | Député sortant                               | Parti | Parti | Député élu ou réélu | Parti | Parti     |
| --------------- | -------------------------------------------- | ----- | ----- | ------------------- | ----- | --------- |
| 1re             | Roger Fourneyron suppléant de Jacques Barrot |       | CDS   | Jacques Barrot      |       | UDF (CDS) |
| 2e              | Louis Eyraud                                 |       | PS    | Jean Proriol        |       | UDF (PR)  |

## Résultats

### Résultats à l'échelle du département
|                | Union pour la démocratie française | 68 112  | 54,73  | 2 |  |  |
|                | Rassemblement pour la République   | 3 466   | 2,79   | 0 |  |  |
|                | Divers droite                      | 827     | 0,66   | 0 |  |  |
|                | Majorité présidentielle            | 72 405  | 58,18  | 2 |  |  |
|                |                                    |         |        |   |  |  |
|                | Parti socialiste                   | 35 958  | 28,90  | 0 |  |  |
|                | Parti communiste français          | 10 989  | 8,83   | 0 |  |  |
|                | Union de la gauche                 | 46 947  | 37,73  | 0 |  |  |
|                |                                    |         |        |   |  |  |
|                | Extrême gauche                     | 2 147   | 1,73   | 0 |  |  |
|                | Régionaliste                       | 1 715   | 1,38   | 0 |  |  |
|                | Front national                     | 1 229   | 0,99   | 0 |  |  |
|                |                                    |         |        |   |  |  |
| Inscrits       | Inscrits                           | 151 666 | 100,00 | 2 |  |  |
| Abstentions    | Abstentions                        | 24 965  | 16,46  |   |  |  |
| Votants        | Votants                            | 126 701 | 83,54  |   |  |  |
| Blancs et nuls | Blancs et nuls                     | 2 258   | 1,78   |   |  |  |
| Exprimés       | Exprimés                           | 124 443 | 98,22  |   |  |  |

### Résultats par circonscription

#### Première circonscription (Le Puy-en-Velay - Yssingeaux)
|                | Jacques Barrot sortant réélu | UDF (CDS)      | 37 640 | 58,22  |  |  |  |
|                | Henri Vincendon              | PS             | 14 094 | 21,8   |  |  |  |
|                | René Raffier                 | PCF            | 5 744  | 8,88   |  |  |  |
|                | Philippe Millerand           | RPR            | 3 466  | 5,36   |  |  |  |
|                | Georges Chanon               | Régionaliste   | 1 715  | 2,65   |  |  |  |
|                | Jacques Bosio-Gillet         | FN             | 1 229  | 1,9    |  |  |  |
|                | Louis Lancteau               | LO             | 762    | 1,18   |  |  |  |
|                |                              |                |        |        |  |  |  |
| Inscrits       | Inscrits                     | Inscrits       | 78 767 | 100,00 |  |  |  |
| Abstentions    | Abstentions                  | Abstentions    | 12 943 | 16,43  |  |  |  |
| Votants        | Votants                      | Votants        | 65 824 | 83,57  |  |  |  |
| Blancs et nuls | Blancs et nuls               | Blancs et nuls | 1 174  | 1,78   |  |  |  |
| Exprimés       | Exprimés                     | Exprimés       | 64 650 | 98,22  |  |  |  |

#### Deuxième circonscription (Le Puy-en-Velay - Brioude)
|                | Jean Proriol élu     | UDF (PR)       | 30 472 | 50,96  |  |  |  |
|                | Louis Eyraud sortant | PS             | 21 864 | 36,57  |  |  |  |
|                | Jean Benoit          | PCF            | 5 245  | 8,77   |  |  |  |
|                | Jean-Luc Molet       | PSD            | 827    | 1,38   |  |  |  |
|                | Georges Abellan      | LO             | 747    | 1,25   |  |  |  |
|                | Raymond Vacheron     | LCR            | 638    | 1,07   |  |  |  |
|                |                      |                |        |        |  |  |  |
| Inscrits       | Inscrits             | Inscrits       | 72 899 | 100,00 |  |  |  |
| Abstentions    | Abstentions          | Abstentions    | 12 022 | 16,49  |  |  |  |
| Votants        | Votants              | Votants        | 60 877 | 83,51  |  |  |  |
| Blancs et nuls | Blancs et nuls       | Blancs et nuls | 1 084  | 1,78   |  |  |  |
| Exprimés       | Exprimés             | Exprimés       | 59 793 | 98,22  |  |  |  |